# Pety Rakotoniaina
Pety Rakotoniaina est un homme politique malgache né le 14 octobre 1962.

## Biographie

### Enfance et formation
Pety Rakotoniaina est né le 14 octobre 1962 à Ikalamavony.

### Carrière
En 2003, il est élu maire de Fianarantsoa.
Il est candidat à l'élection présidentielle de 2006.
En 2003, il était élu Maire de la Commune urbaine de Fianarantsoa.
En 2018, il est interpellé par la gendarmerie : il est poursuivit pour incitation à la révolte et tentative de coup d’Etat.
Lors de l'élection présidentielle de 2023, il rejoint Andry Rajoelina au sein de l'UPAR.